# Latrobe Gate
Das Latrobe Gate (auch als Main Gate, Washington Navy Yard bekannt) ist ein historisches Torhaus im Washington Navy Yard in Southeast Washington, D.C. Es wurde 1806 erbaut und 1881 grundlegend verändert. Der zeremonielle Eingang zur ältesten Einrichtung der U.S. Navy auf dem Festland ist ein Beispiel neoklassizistischer Architektur und wurde 1881 mit italienisch anmutenden Elementen modifiziert. Es wurde vom zweiten Architect of the Capitol, Benjamin Latrobe, entworfen, zu dessen Arbeiten auch die St. John’s Episcopal Church  und das Kapitol in Washington, D.C. sowie die Basilica of the National Shrine of the Assumption of the Blessed Virgin Mary in Baltimore gehören. Das Latrobe Gate ist eines der ältesten noch bestehenden Beispiele der neoklassizistischen Architektur in den Vereinigten Staaten. Es wurde am 14. August 1973 in das National Register of Historic Places eingetragen und ist seit dem 11. Mai 1976 Contributing Property des Washington Navy Yards als National Historic Landmark.

## Geschichte
Der Washington Navy Yard wurde am 23. Juli 1799 durch einen Act of Congress statuiert. Drei Jahre später wählte Präsident Thomas Jefferson Latrobe aus, um ein Trockendock und eine Einrichtung zur Reparatur von Schiffen an einem strategisch günstig gelegenen Marine-Stützpunkt zu planen. Obwohl der Kongress der Vereinigten Staaten die Gebäudepläne Latrobes ablehnte, wurde der Architekt 1804 zum Ingenieur des Marineministeriums ernannt. Die Pläne für das Haupttor wurden 1805 durch den Secretary of the Navy Robert Smith genehmigt, und der Bau dauerte von 1805 bis 1806. Latrobes Entwurf im klassizistischen Stil galt damals als gewagt und wurde von traditionellen Architekten kritisiert. William Thornton, der erste Architect of the Capitol, nannte das Tor ein „Monument des schlechten Geschmacks und Designs“. Thornton prophezeite, das „bis zum Ende der Zeit solch eine Architektur nicht mehr gemacht wird“, doch der Baustil wurde unter den US-amerikanischen Architekten des 19. Jahrhunderts populär. Der Stil galt als symbolhaft für die Demokratie der jungen Nation, deren politisches System auf Grundsätzen des Antiken Griechenlands basierte.
Im Krieg von 1812 wurde Washington, D.C. von britischen Truppen besetzt. Der Navy Yard war ein primäres Ziel während des Angriffs und wurde beim Brand von Washington 1814 niedergebrannt. Das Torhaus war eines von nur drei Bauwerken im Navy Yard, das während des Brandes nicht zerstört wurde.
1881 wurde eine Kaserne des United States Marine Corps um und über dem Haupttor errichtet. Dieser italienisch angehauchte Gebäudeteil aus Backstein umfasst über dem Tor zwei Stockwerke und auf den beiden Seiten drei Stockwerke. Es ist das älteste, durchgehend besetzte Wachhaus der Marine in den Vereinigten Staaten.